# Angela Lowak
Angela Marie Lowak (New Braunfels, 2 gennaio 1994) è una pallavolista statunitense, di ruolo schiacciatrice.

## Carriera

### Club
La carriera di Angela Lowak inizia nei tornei scolastici texani, giocando con la New Braunfels HS, e prosegue a livello universitario, quando entra a par parte del programma della Texas A&M, partecipando alla NCAA Division I dal 2012 al 2015.
Nella stagione 2017-18 firma il suo primo contratto professionistico con la formazione svizzera del Kanti, impegnata in Lega Nazionale A, dove milita per un biennio.

### Nazionale
Fa parte della nazionale Under-18 che conquista la medaglia d'oro al campionato nordamericano 2010.

## Palmarès

### Nazionale (competizioni minori)
- Campionato nordamericano Under-18 2010